# Karolina Miller
Karolina Miller (ur. 16 grudnia 1998) – polska judoczka.

## Kariera
Zawodniczka KS AZS AWFiS Gdańsk (od 2011). Brązowa medalistka zawodów pucharu Europy seniorek (Bratysława 2019). Złota i srebrna medalistka zawodów pucharu Europy juniorek (odpowiednio: Praga 2018 i Kowno 2018). Brązowa medalistka mistrzostw Polski seniorek 2016 w kategorii do 70 kg. Ponadto m.in. mistrzyni Polski juniorek 2016.

## Życie prywatne
Siostra judoczki Magdaleny Miller.